# Justin Willman
Justin Willman (Saint Louis, Missouri, 1980. július 11. –) amerikai televíziós személyiség.

## Gyermekkora
Saint Louis-ban született 1980-ban.

## Magánélete
Justin 2014. július 11-én, 34. születésnapján eljegyezte Jillian Sipkins fotóst.

## Műsorai
| Műsor                 | Év        | Csatorna       |
| --------------------- | --------- | -------------- |
| Vigyázz, kész, rajz!  | 2014 óta  | Disney Channel |
| Főző Háború           | 2010-2013 | Food Network   |
| Halloweeni Háború     | 2011-2013 | Food Network   |
| Felfedés              | 2011      | Hub Network    |
| Las Tortasütő Verseny | 2011      | Food Network   |
| Hubvilág              | 2010-2011 | Hub Network    |

## További információ
- Hivatalos oldal
- Justin Willman a Facebookon
- Justin Willman a PORT.hu-n (magyarul)
- Justin Willman az Internet Movie Database-ben (angolul)
- Justin Willman a Rotten Tomatoeson (angolul)